# 川口信男

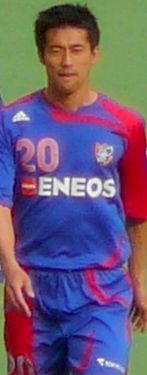
川口信男

川口 信男（かわぐち のぶお、1975年4月10日 - ）は、新潟県三条市出身（出生は隣接している加茂市）のサッカー指導者、元サッカー選手。現役時代のポジションはフォワード（FW）及びミッドフィールダー（MF）。

## 来歴

### 現役時
小学生の時に兄の影響でサッカーを始めた。高校時代には新潟県選抜として国体に2度出場。1994年に順天堂大学に進学し、先輩・名波浩のパスからゴールに迫る活躍で 同年の関東大学リーグ新人賞を受賞。スピードを活かした突破力を武器に快足ストライカーとして名を馳せた。同期に鈴木悟、鳥羽俊正。1997年には大学選抜に選出され、ユニバーシアードに参加。
1998年、名波が在籍するジュビロ磐田に入団。同年のヤマザキナビスコカップ決勝戦では2得点を挙げて大会MVPに選出された。1999年にはアジアクラブ選手権優勝。2000年以降は主に右サイドのアタッカーとして使われることが増え、磐田黄金期のスーパーサブとして活躍。快足を生かし攻撃を活性化させた が、太田吉彰らの台頭を受けて徐々に出場機会を失っていった。2005年12月、同年限りでの退団を決意。
2006年よりFC東京に完全移籍。果敢なドリブル突破で攻撃の一翼を担った。2007年はカップ戦を含め全試合にベンチ入りしていたが 無得点に終わり、12月に契約非更新が発表され、Jリーグ合同トライアウトにも参加した。リーグ戦終了後の天皇杯では、気持ちのこもったプレーでチームを牽引。ここでの好プレーに加え、川口とポジションの重なる選手の退団が相次いだことなどから、翌2008年1月に再契約を結び FC東京に残留した。この年もピッチ上での健在ぶりを示していたが、大竹洋平や鈴木達也にスーパーサブの役割を譲る事が増え、同シーズンをもって現役を引退した。
高い意識で真摯に練習に取り組む姿は見本として信頼を寄せられ、2008年に特別指定選手としてチームに加わり、後にFC東京に入団することになる高橋秀人は、「ノブさんがいなかったらFC東京に入っていなかったかもしれない。」と述懐している。

### 引退後
2009年からFC東京の普及部コーチに就任。2010年に日本サッカー協会公認B級コーチライセンスを取得。同年開催のフットサル調布リーグ1部1stステージで21得点を挙げ、2位に入った。2013年からはトップチームコーチを務めた。2014年限りで契約を満了。
2015年、OBの登用を進める 磐田へと復帰。下部組織のコーチに就いた。
2022年、栃木SCのU-15コーチに就任した。
2024年、母校である順天堂大学の蹴球部ヘッドコーチに就任した。

## 所属クラブ
- 井栗FC (三条市立井栗小学校)[6]
- 三条市立第四中学校[6]
- 1991年 - 1993年 新潟工業高校[3]
- 1994年 - 1997年 順天堂大学[3]
- 1998年 - 2005年  ジュビロ磐田
- 2006年 - 2008年  FC東京

## 個人成績
| 国内大会個人成績 | 国内大会個人成績 | 国内大会個人成績 | 国内大会個人成績 | 国内大会個人成績 | 国内大会個人成績 | 国内大会個人成績 | 国内大会個人成績 | 国内大会個人成績 | 国内大会個人成績 | 国内大会個人成績 | 国内大会個人成績 |
| 年度             | クラブ           | 背番号           | リーグ           | リーグ戦         | リーグ戦         | リーグ杯         | リーグ杯         | オープン杯       | オープン杯       | 期間通算         | 期間通算         |
| 年度             | クラブ           | 背番号           | リーグ           | 出場             | 得点             | 出場             | 得点             | 出場             | 得点             | 出場             | 得点             |
| 日本             | 日本             | 日本             | 日本             | リーグ戦         | リーグ戦         | リーグ杯         | リーグ杯         | 天皇杯           | 天皇杯           | 期間通算         | 期間通算         |
| ---------------- | ---------------- | ---------------- | ---------------- | ---------------- | ---------------- | ---------------- | ---------------- | ---------------- | ---------------- | ---------------- | ---------------- |
| 1996             | 順大             |                  | -                | -                | -                | -                | -                | 1                | 1                | 1                | 1                |
| 1997             | 順大             |                  | -                | -                | -                | -                | -                | 2                | 0                | 2                | 0                |
| 1998             | 磐田             | 13               | J                | 20               | 3                | 5                | 3                | 3                | 0                | 28               | 6                |
| 1999             | 磐田             | 13               | J1               | 18               | 1                | 4                | 0                | 1                | 0                | 23               | 1                |
| 2000             | 磐田             | 13               | J1               | 20               | 3                | 3                | 0                | 3                | 2                | 26               | 5                |
| 2001             | 磐田             | 13               | J1               | 23               | 0                | 8                | 1                | 0                | 0                | 31               | 1                |
| 2002             | 磐田             | 13               | J1               | 23               | 3                | 7                | 1                | 3                | 1                | 33               | 5                |
| 2003             | 磐田             | 13               | J1               | 19               | 1                | 6                | 0                | 3                | 2                | 28               | 3                |
| 2004             | 磐田             | 13               | J1               | 8                | 0                | 5                | 0                | 4                | 1                | 17               | 1                |
| 2005             | 磐田             | 13               | J1               | 8                | 1                | 0                | 0                | 1                | 0                | 9                | 1                |
| 2006             | FC東京           | 20               | J1               | 24               | 3                | 6                | 0                | 2                | 0                | 32               | 3                |
| 2007             | FC東京           | 20               | J1               | 14               | 0                | 4                | 0                | 3                | 0                | 21               | 0                |
| 2008             | FC東京           | 20               | J1               | 7                | 0                | 2                | 0                | 0                | 0                | 9                | 0                |
| 通算             | 日本             | 日本             | J1               | 184              | 15               | 50               | 5                | 20               | 6                | 236              | 36               |
| 通算             | 日本             | 日本             | 他               | -                | -                | -                | -                | 3                | 1                | 3                | 1                |
| 総通算           | 総通算           | 総通算           | 総通算           | 184              | 15               | 50               | 5                | 23               | 7                | 239              | 37               |

その他の公式戦
- 1998年
  - Jリーグチャンピオンシップ 2試合0得点
- 2000年
  - スーパーカップ 1試合0得点
- 2001年
  - Jリーグチャンピオンシップ 1試合0得点

出場歴
- 1998年07月25日：Jリーグ初出場 - 1st第13節 vsガンバ大阪 (ヤマハ)[3]
- 1998年08月08日：Jリーグ初得点 - 1st第17節 vsベルマーレ平塚 (ヤマハ)[3]
- 2002年10月20日：Jリーグ100試合出場 - 2nd第9節 vsベガルタ仙台 (宮城)

| 国際大会個人成績 | 国際大会個人成績 | 国際大会個人成績 | 国際大会個人成績 | 国際大会個人成績 |
| 年度             | クラブ           | 背番号           | 出場             | 得点             |
| AFC              | AFC              | AFC              | ACL              | ACL              |
| ---------------- | ---------------- | ---------------- | ---------------- | ---------------- |
| 2004             | 磐田             | 13               | 3                | 0                |
| 2005             | 磐田             | 13               | 5                | 1                |
| 通算             | AFC              | AFC              | 8                | 1                |

その他の国際公式戦
- 2003年
  - A3チャンピオンズカップ 3試合0得点

## 個人タイトル
- 1994年 - 関東大学サッカーリーグ戦 新人賞[7]
- 1998年 - Jリーグヤマザキナビスコカップ MVP[7]

## 指導歴
- 2009年 - 2014年 FC東京
  - 2009年 - 2012年 普及部コーチ
  - 2009年 - 2012年 明治大学体育会サッカー部コーチ (兼務)
  - 2013年 - 2014年トップチームコーチ
- 2015年 - 2021年 ジュビロ磐田 U-18コーチ
- 2022年 - 2023年 栃木SC U-15コーチ（U-13担当）
- 2024年 - 順天堂大学蹴球部 ヘッドコーチ